# Население на Европа
Населението на Европа през 2015 година е оценено от ООН на около 741 100 000 души (10 % от населението на света).

## Гражданство
Най-голям брой в Европа са хората с руско гражданство – 90 млн. души, следват тези с германско – 80 млн., френско – 65 млн., британско – 61 млн., италианско – 60 млн., украинско – 45 млн., испанско – 44 млн., полско – 40 млн. души и други.

## Езици
В Европа се наброяват над 250 коренни езика, повечето от които принадлежат към индоевропейското езиково семейство. От общо европейско население от 744 милиона към 2018 г., около 94% са носители на индоевропейски език. Трите най-големи групи от индоевропейското езиково семейство в Европа са романските, германските и славянските езикови групи; всяка от тях има повече от 200 милиона говорещи и заедно представляват близо 90% от европейците.

## Вероизповедание
През последните няколко десетилетия в Европа се забелязва процес на намаляване ролята на религията в живота на обществото. Наблюдава се както спад в посещаемостта на църквите, така и спад в броя на хората, изповядващи вяра в Бог. Изследване на Евробарометър през 2005 г. показва, че средно 52% от гражданите на държавите членки на ЕС заявяват, че вярват в Бог, 27% вярват, че съществува някаква духовна или жизнена сила, други 18% не вярват, че има какъвто и да е Бог или друга духовна сила, а 3% отказват да отговорят. Християнството остава доминиращата религия в Европа (35% заявяват, че са католици, 26,7% – православни, 13,7% – протестанти). Изповядващите исляма са 5,2%, а с друго вероизповедание – 1,4%.